# Куцуруб
Куцуруб — село в Очаковском районе Николаевской области Украины.
Основано в 1756 году. Население по переписи 2001 года составляло 2136 человек. Занимает площадь 3,5 км².

## Местный совет
57550, Николаевская обл., Очаковский р-н, с. Куцуруб, ул. Очаковская, 120